# Вальтер Дорнбергер

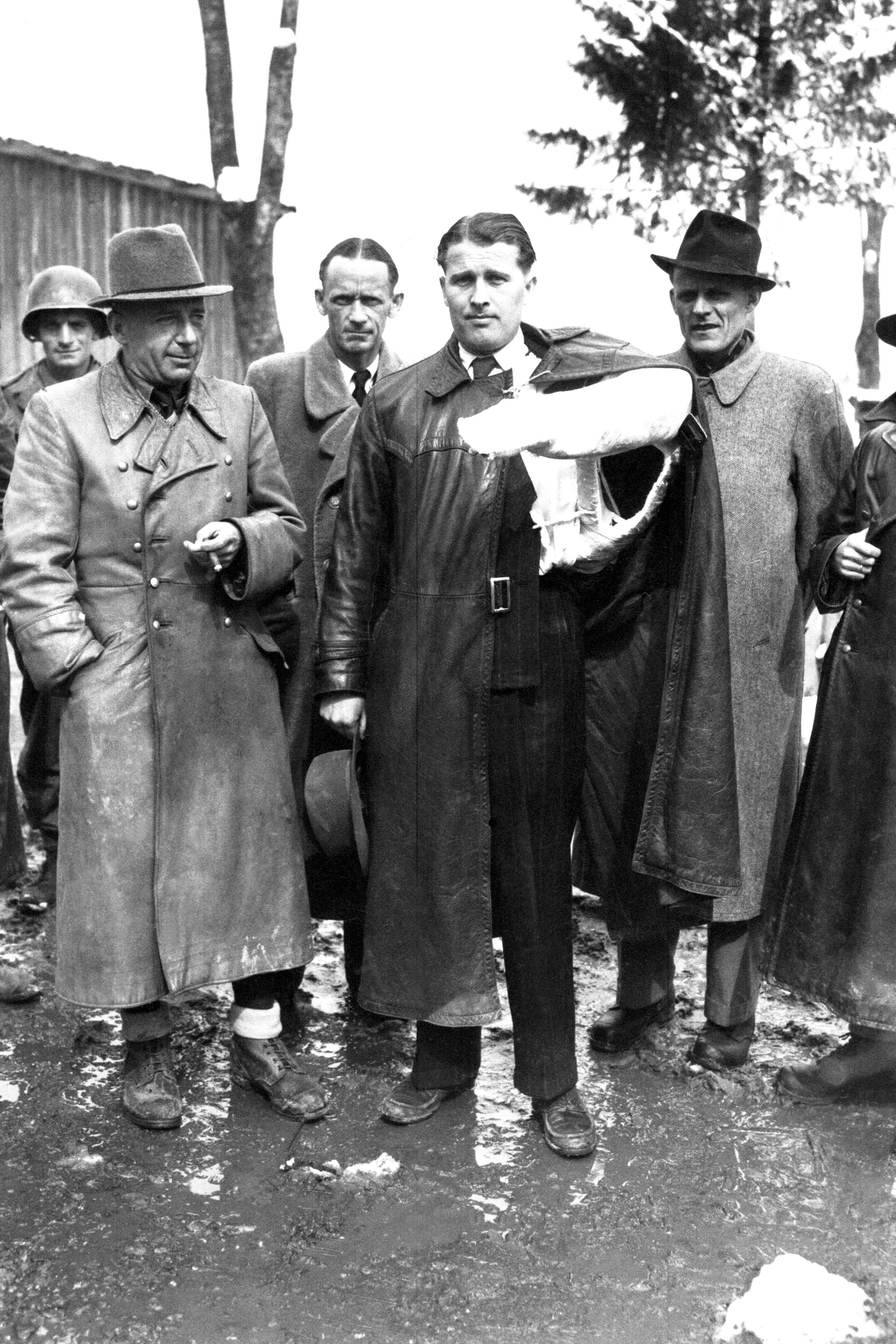
Вальтер Дорнбергер (ліворуч) поруч з В. фон Брауном після здачі в полон союзникам в травні 1945 року

Вальтер Роберт Дорнбергер (нім. Walter Robert Dornberger; 6 вересня 1895, Гіссен — 27 червня 1980, Баден-Вюртемберг) — німецький інженер-адміністратор, один з засновників важкого ракетного машинобудування, генерал-майор. Кавалер Лицарського хреста Хреста Воєнних заслуг з мечами.

## Біографія
Після закінчення школи був призваний до армії. У Першу світову війну служив у важкій артилерії. У 1918 році потрапив у полон.
У 1930 році закінчив Шлоттенбургську вищу технічну школу в Берліні і в тому ж році за протекцією професора Беккера (згодом — генерала) був спрямований у відділ балістики Управління озброєннями сухопутних сил рейхсверу. Розпочав роботу асистентом капітана фон Горстіга.
Маючи звання капітана, став фактичним науковим куратором ракетних досліджень рейхсверу. У цей час він систематизував дані архівів і напрацювання по ракетній техніці прусських ракетних військ, кайзерівської артилерії і винахідників-одинаків, організував першу наукову експериментальну станцію для дослідження ракет на рідкому паливі в Кумерсдорфі під Берліном. Одночасно з розробкою рідинних ракет Дорнбергер курирував розробку ракет на твердому паливі.
Дорнбергер організував наукову групу, що створила першу в світі балістичну ракету, яка досягла кордонів космосу. У групу входили такі видатні вчені і конструктори: Артур Рудольф, Вальтер Тіль (спеціаліст по двигунах), Генріх Грюнов (механік), Вальтер Рідель, Гельмут Вальтер (конструктор серії реактивних двигунів «Вальтер»), Вернер фон Браун (прийнятий в групу в жовтні 1932 року), Гельмут Греттруп (керівник групи німецьких ракетників у СРСР), Пюлленберг, Шлуріке, Пюльман, Херман та ін. У 1945 році союзники отримали балістичну ракету, яка включає практично всі технічні системи та вузли, використовувані і в сучасних балістичних і космічних ракетах. Такі поняття як «стартовий стіл», «зворотний відлік часу», «ключ на старт» і «запалювання» з'явилися завдяки роботі цієї групи.
У 1937–1945 роках керував ракетним дослідницьким центром в Пенемюнде. Тут під його адміністративним керівництвом та технічним керівництвом Вернера фон Брауна було створено «зброю відплати» Третього рейху — ракету Фау-2. В кінці Другої світової війни під керівництвом Дорнбергера проводилися розробка та випробування міжконтинентальної крилатої ракетної системи А9/A10. З листопада 1944 року курирував створення Фау-3.
У 1945 році разом з Вернером фон Брауном і своєю ракетною групою здався в полон американцям. Після війни і відбування покарання за військові злочини у Великій Британії працював науковим консультантом фірми «Bell Aircraft Corporation».
Працював радником міністра оборони США.
У 1948 році Дорнбергер висунув ідею розміщення атомної бомби на навколоземній орбіті.
Є одним із засновників протиракетної оборони США і багаторазових ракетних систем (космічних човників).

## Нагороди

### Перша світова війна
- Залізний хрест 2-го і 1-го класу
- Медаль «За відвагу» (Гессен)
- Лицарський хрест 2-го класу ордена Білого сокола з мечами (Велике герцогство Саксен-Веймар-Ейзенахське)
- Чорний нагрудний знак «За поранення»

### Міжвоєнний період[4]
- Почесний хрест ветерана війни з мечами
- Почесний доктор інженерних наук Вищої технічної школи Берліна (1935)
- Медаль «За вислугу років у Вермахті» 4-го, 3-го, 2-го і 1-го класу (25 років)

### Друга світова війна
- Хрест Воєнних заслуг 2-го і 1-го класу з мечами
- Лицарський хрест Хреста Воєнних заслуг з мечами (29 жовтня 1944)

### Післявоєнний період
- Медаль Ойгена Зенгера (1966)